# Arrott Building
El Arrott Building es un edificio ubicado en el centro de la ciudad de Pittsburgh, en el estado de Pensilvania (Estados Unidos). Fue construido en 1902 en el cruce de Fourth Avenue con Wood Street. Este rascacielos y varios edificios financieros circundantes forman parte del Distrito Histórico de Fourth Avenue, que figura en el Registro Nacional de Lugares Históricos. Fue diseñado en estilo neoclásico por Frederick J. Osterling, que en 1899 había diseñado la Basílica de San Miguel Arcángel en Loretto. Se agregó a la lista de monumentos históricos de la Fundación de Historia y Monumentos de Pittsburgh en 2000. Mide 79,25 metros y tiene 18 pisos.

## Galería

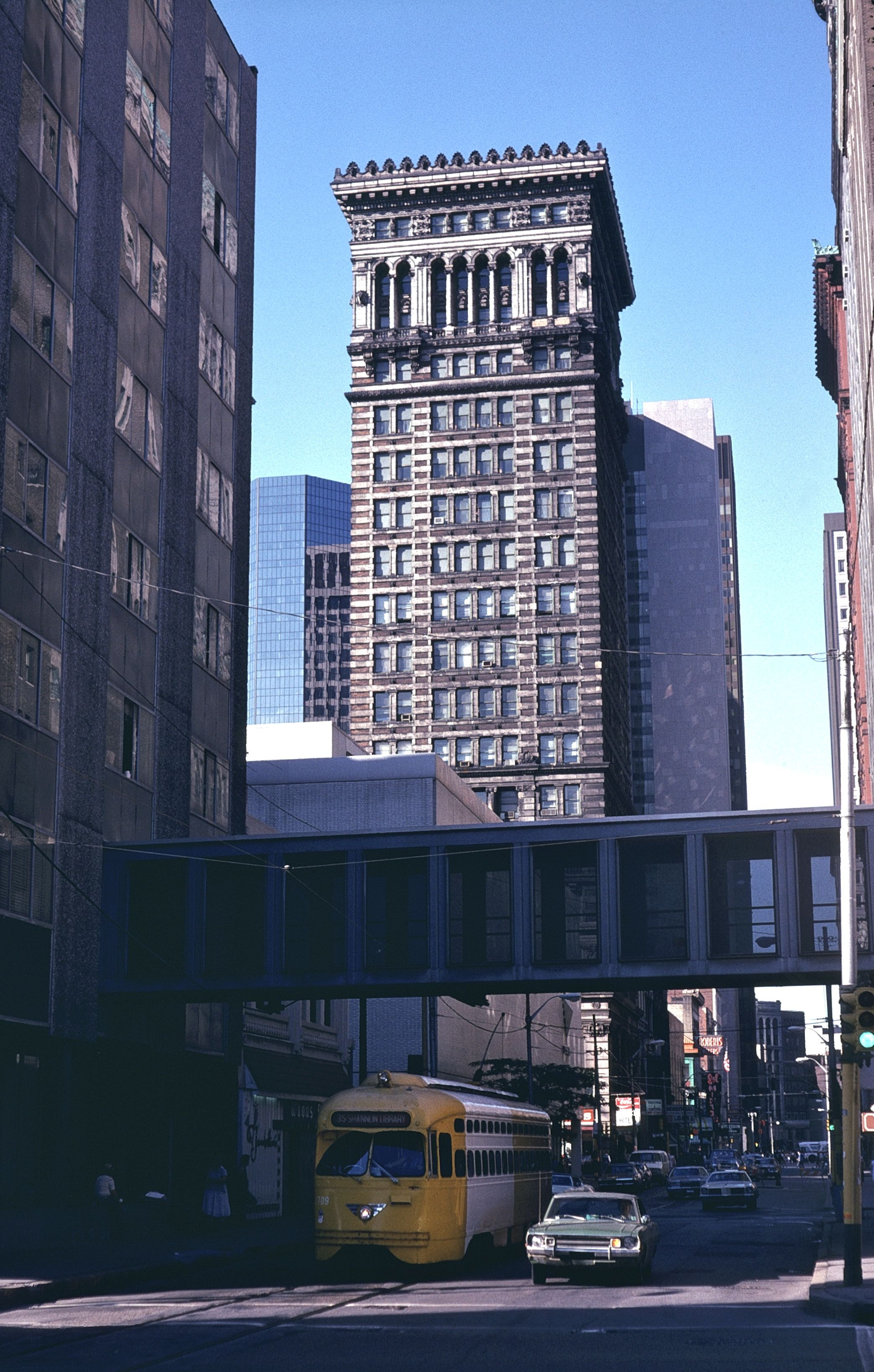
El Arrott Building en 1978
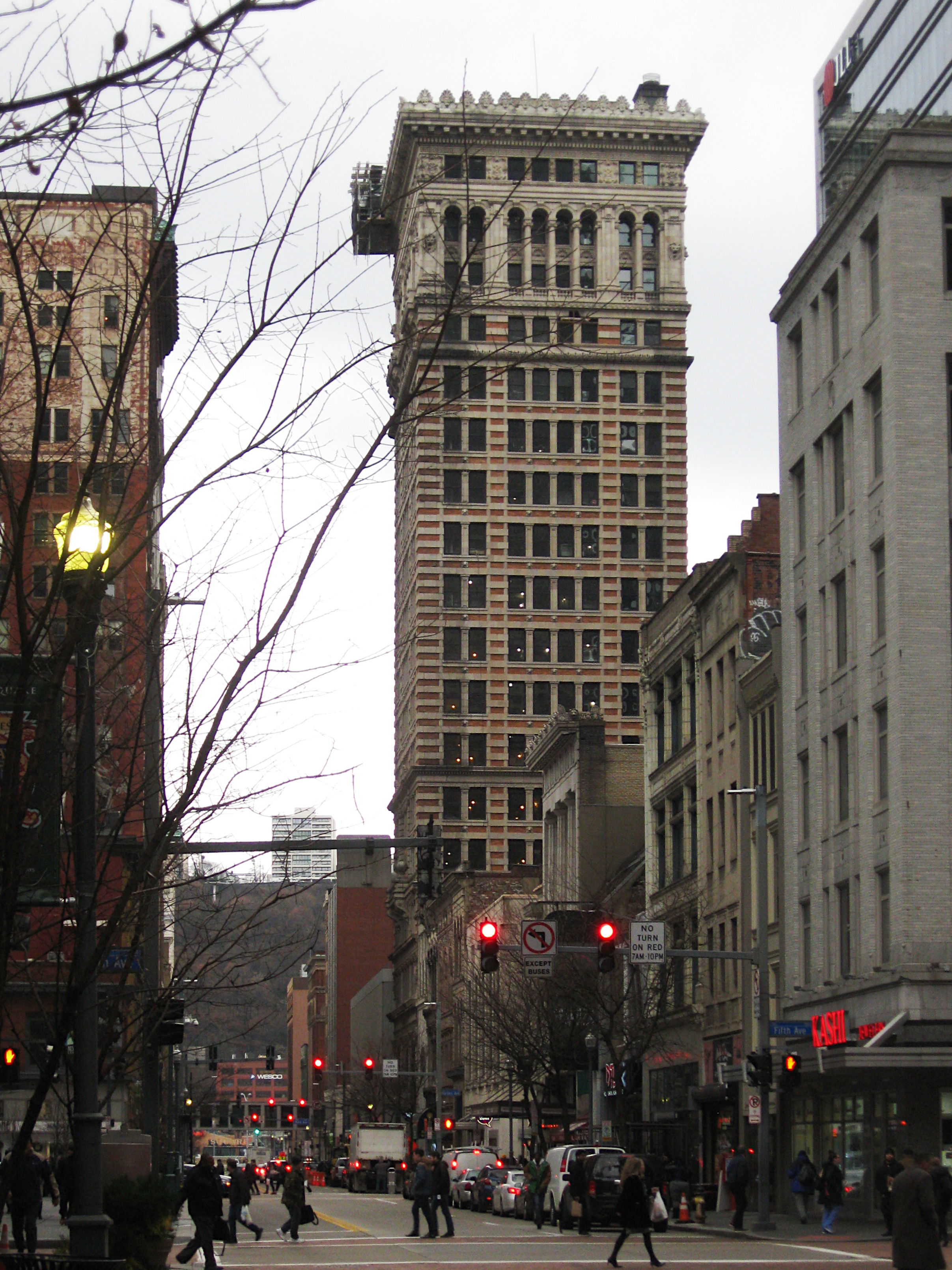
El Arrott Building en 2010
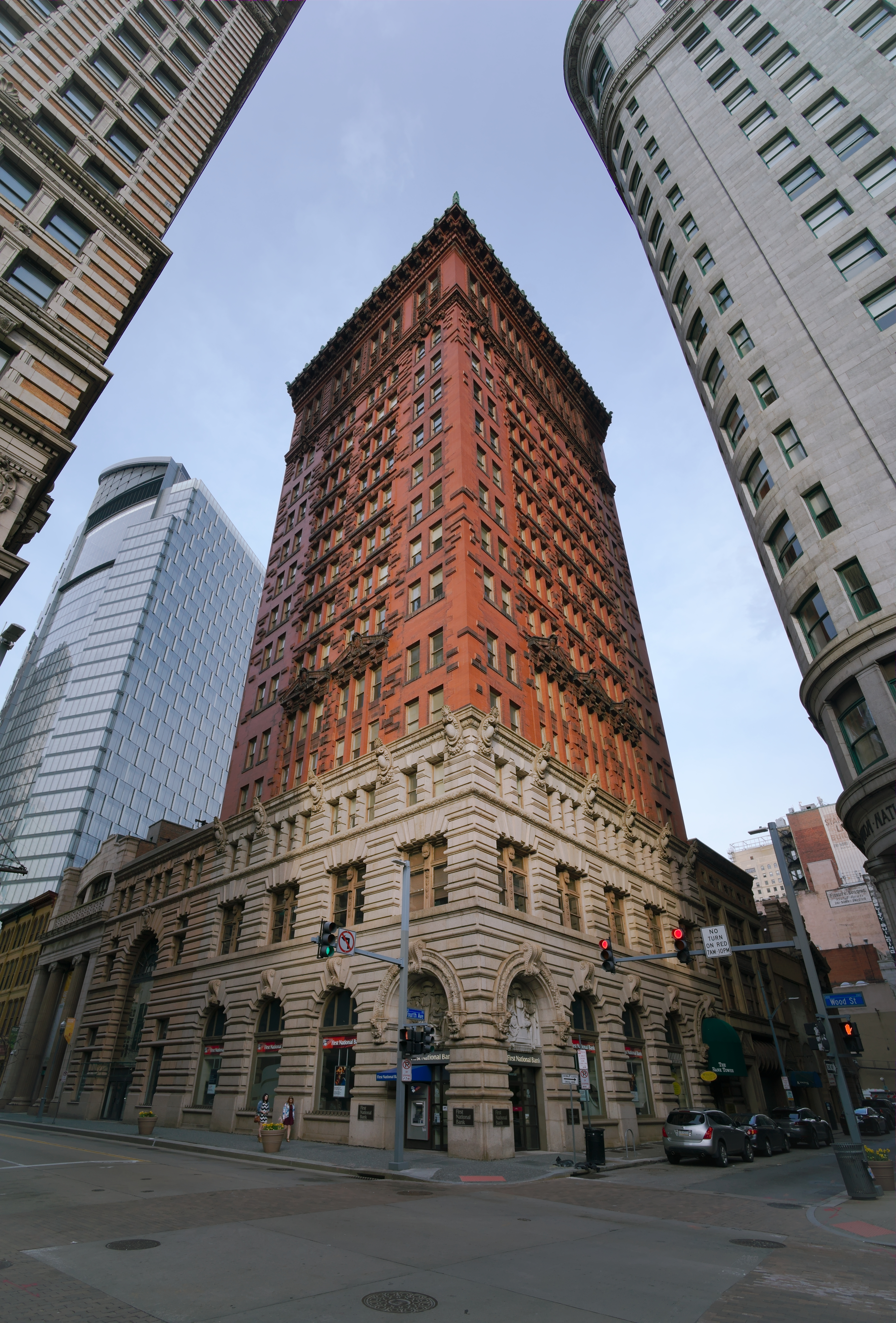
Esquina de Fourth Avenue y Wood Street
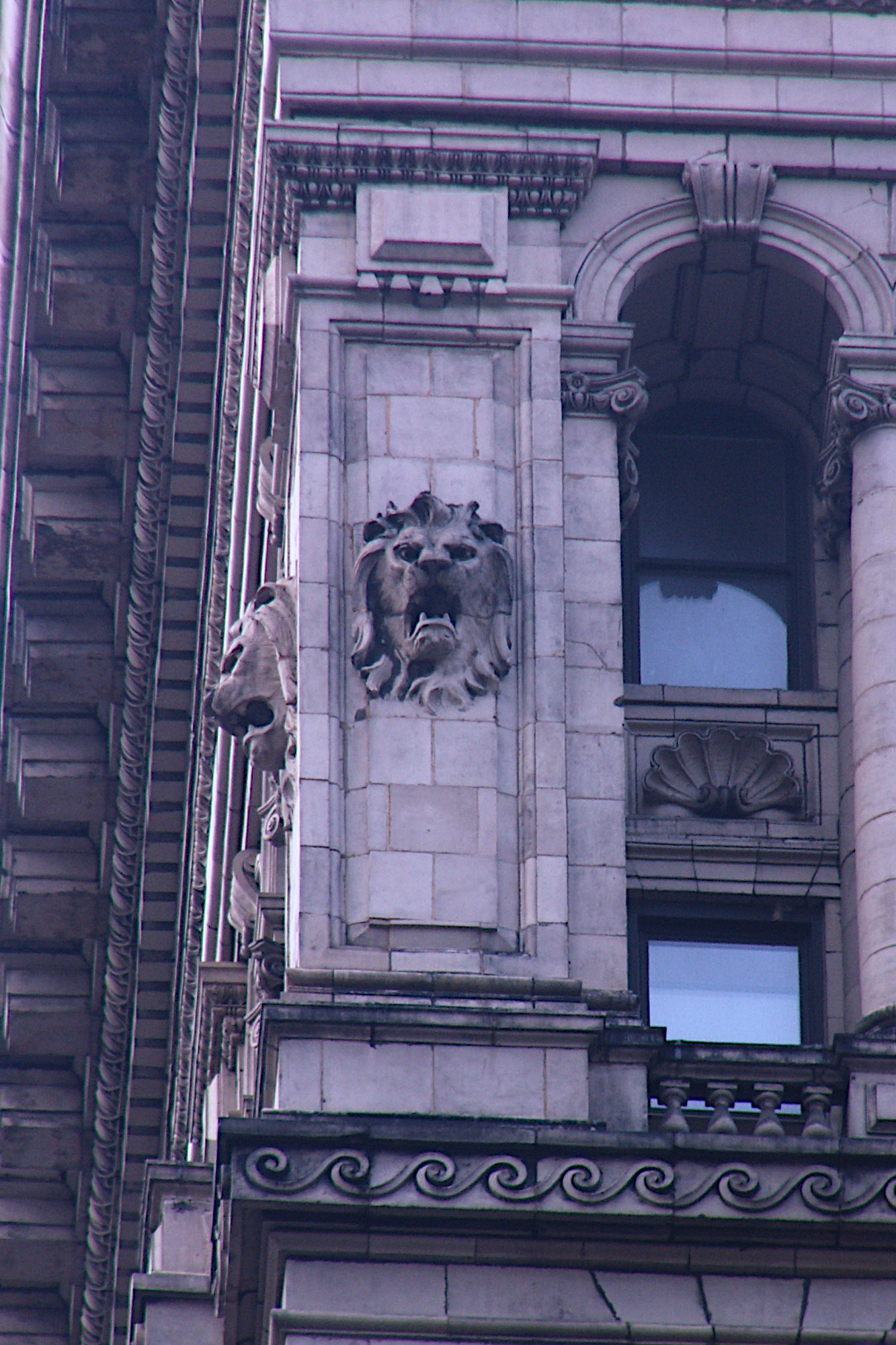
Detalle de la fachada